# Manuel Allendesalazar
Manuel Allendesalazar y Muñoz de Salazar (Guernica, 24 de agosto de 1856-Madrid, 13 de marzo de 1923) fue un ingeniero y político español.
Fue ministro de Hacienda durante la regencia de María Cristina de Habsburgo y presidente del Consejo de Ministros, ministro de Instrucción Pública y Bellas Artes, de Agricultura, Industria, Comercio y Obras Públicas, de Gobernación, de Estado, de Fomento y de Marina durante el reinado de Alfonso XIII.

## Biografía

### Primeros años
Nacido en la localidad vizcaína de Guernica, era hijo de Manuel María Allendesalazar y Loyzaga, 3.er conde de Montefuerte, y de Ángela Muñoz de Salazar y Martorell, 8.ª señora de la villa de Villanueva de Tapia.
Tras licenciarse como ingeniero agrónomo e impartir clases como profesor en la Escuela de Ingeniería en la que había estudiado, inició su carrera política en el Partido Conservador con quien concurrió a las elecciones de 1884 siendo elegido diputado en la Cortes por la circunscripción de Vizcaya, escaño que volvería a obtener en las sucesivas elecciones celebradas hasta 1891.

### Ministro

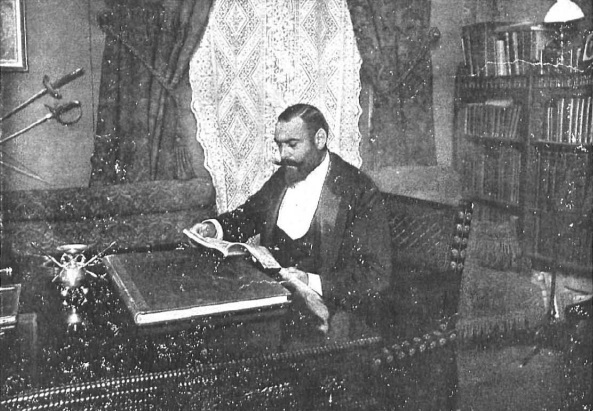
Allendesalazar, ministro de Hacienda, fotografiado en su despacho por Manuel Compañy.

Fue ministro de Hacienda entre el 6 de julio de 1900 y el 6 de marzo de 1901 en un gobierno Azcárraga; ministro de Instrucción Pública y Bellas Artes entre el 6 de diciembre de 1902 y el 20 de julio de 1903 en un gabinete Silvela; ministro de Agricultura, Industria, Comercio y Obras Públicas entre el 5 de diciembre de 1903 y el 5 de diciembre de 1904 en un gobierno Maura en el que desarrolló y favoreció los proyectos de transformación del secano en regadío; y ministro de Gobernación entre el 5 y el 16 de diciembre de 1904 en el mismo gobierno Maura.
Gobernador del Banco de España entre 1904 y 1905 no será nuevamente ministro hasta que Maura lo reclama para que ocupara, entre el 25 de enero de 1907 y el 16 de diciembre de 1909, la cartera de ministro de Estado en el llamado "gobierno largo de Maura". Tras esta etapa, Allendesalazar prefirió desempeñar cargos en empresas públicas, más rentables económicamente, y será nombrado nuevamente gobernador del Banco de España (1919) y director de la Compañía Arrendataria de Tabacos.

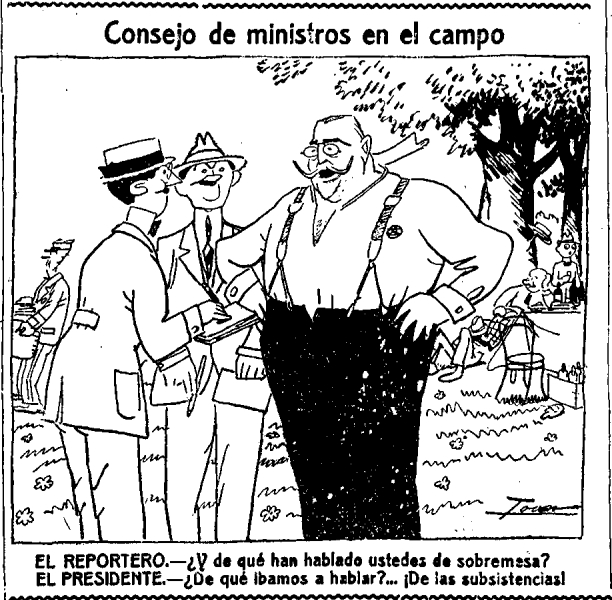
Caricatura de Allendesalazar durante su presidencia, obra de Tovar, publicada en La Voz el 10 de mayo de 1921.

Volvería a ser ministro, entre sus dos etapas como presidente del Consejo de Ministros, en esta ocasión de forma interina, al ocupar la cartera de ministro de Fomento, entre el 14 y el 17 de febrero de 1920 en un gabinete Dato, y la cartera de ministro de Marina entre le 17 de marzo y el 5 de mayo de 1920 en un gobierno que él mismo presidiría.

### Presidente del Consejo de Ministros

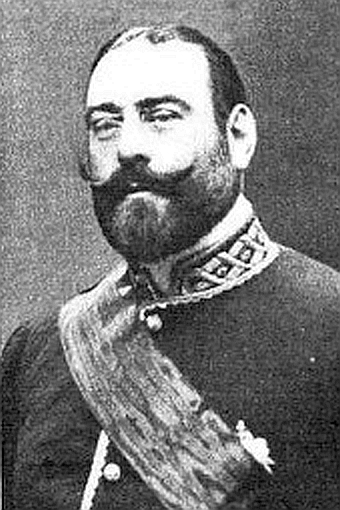
Manuel Allendesalazar, fotografiado por Christian Franzen.

En 1919, Antonio Maura le nombró presidente del Senado, y a finales del mismo año Alfonso XIII le encargó presidir, entre el 12 de diciembre de 1919 y el 5 de mayo de 1920, un nuevo gobierno. Sin embargo, al ser asesinado el 8 de marzo de 1921 su sucesor en el cargo, Eduardo Dato, el rey le volvió a encargar la confección de un nuevo gabinete que se extendería entre el 13 de marzo y el 14 de agosto de 1921 cuando el desastre de Annual provocó una crisis en el gobierno que acabó de modo definitivo con su carrera política siendo sustituido por el incombustible Antonio Maura.
El 31 de mayo de 1921 presenció la que sería la primera manifestación sufragista en España, capitaneada por la periodista y escritora Carmen de Burgos. Un nutrido grupo de mujeres feministas se concentró ante el Parlamento con el propósito de entregarle un documento denominado "La cruzada de mujeres españolas". Se trataba de un pliego de condiciones en el que reclamaban derechos jurídicos, sociales y políticos, entre ellos el derecho al voto. 
Fue asimismo alcalde de Madrid en 1900.

## Familia
Estuvo casado con María de los Ángeles Bernar y Llácer con la que tuvo varios hijos: María de la Concepción Allendesalazar y Bernar dama de la Orden de las Damas Nobles de la Reina María Luisa, casada con Manuel González Hontoria; Andrés Allendesalazar y Bernar, casado con Pilar Encio Cortés y, en segunda nupcias, con Carmen Valdés Loyzaga; Emilia Allendesalazar y Bernar; y Ramón Allendesalazar y Bernar, s.j.. 